# Valentin Dima
Valentin Costin Dima (Bucarest, 25 giugno 1989) è un ex calciatore rumeno, di ruolo difensore.

## Caratteristiche tecniche
È un terzino destro.